# Egri Futball Club
L'Egri Fc (nome completo Egri Futball Club), è una società calcistica ungherese con sede nella città di Eger. Nel 2014 non ha ricevuto la licenza di partecipazione alla Nemzeti Bajnokság II, la seconda serie del campionato ungherese di calcio, dopo la retrocessione dalla Nemzeti Bajnokság I nella stagione precedente, venendo così escluso dai campionati nazionali.

## Palmarès

### Competizioni nazionali
- Nemzeti Bajnokság II: 2

1968, 1983-1984
- Nemzeti Bajnokság III: 1

2010-2011

### Altri piazzamenti
- Coppa d'Ungheria:

Semifinalista: 1985-1986
- Coppa di Lega ungherese:

Semifinalista: 2012-2013
- Nemzeti Bajnokság II:

Secondo posto: 1981-1982, 1985-1986
Terzo posto: 1978-1979

## Organico

### Rosa 2012-2013
| N. |                      | Ruolo | Calciatore        |
| -- | -------------------- | ----- | ----------------- |
| 1  | Slovenia (bandiera)  | P     | Dago rko Brljak   |
| 2  | Ungheria (bandiera)  | D     | József Piller     |
| 3  | Rep. Ceca (bandiera) | D     | Petr Knakal       |
| 4  | Ungheria (bandiera)  | D     | Gábor Kovács      |
| 5  | Serbia (bandiera)    | C     | Čedomir Pavičević |
| 6  | Austria (bandiera)   | C     | Michael Stanislaw |
| 7  | Ungheria (bandiera)  | C     | Ádám Albert       |
| 8  | Ungheria (bandiera)  | C     | Norbert Németh    |
| 9  | Ungheria (bandiera)  | C     | Tamás Romhányi    |
| 10 | Ungheria (bandiera)  | C     | Ádám Farkas       |
| 11 | Ungheria (bandiera)  | D     | Zsolt Balog       |
| 12 | Rep. Ceca (bandiera) | D     | Josef Hamouz      |

| N. |                               | Ruolo | Calciatore        |
| -- | ----------------------------- | ----- | ----------------- |
| 14 | Ungheria (bandiera)           | C     | Csaba Preklet     |
| 16 | Macedonia del Nord (bandiera) | A     | Simeon Hristov    |
| 17 | Ungheria (bandiera)           | A     | Zoltán Horváth    |
| 18 | Ungheria (bandiera)           | D     | Attila Katona     |
| 19 | Serbia (bandiera)             | A     | Dušan Pavlov      |
| 21 | Canada (bandiera)             | A     | Igor Pisanjuk     |
| 22 | Serbia (bandiera)             | C     | Saša Dobrić       |
| 23 | Ungheria (bandiera)           | C     | Dávid Zvara       |
| 26 | Ungheria (bandiera)           | P     | Gábor Sztankó     |
| 27 | Ungheria (bandiera)           | A     | Gábor Koós        |
| 68 | Ungheria (bandiera)           | P     | István Kövesfalvi |
|    | Macedonia del Nord (bandiera) | D     | Jasmin Mecinović  |